# Власносил
Власносил (пол. Własnosił) — польский дворянский герб.  Из 
Калишской губернии

## Описание
В лазоревом поле магнит, водруженный на свой анкер.
На щите дворянский коронованный шлем. Нашлемник: четыре страусовых пера, между которых магнитная игла, вверх стоящая. Намёт на щите лазоревый, подложенный серебром. Герб Маевских внесен в Часть 2 Сборника дипломных гербов Польского Дворянства, невнесенных в Общий Гербовник.

## Герб используют
Матвей-Казимир Маевский, г. Власносил, в ознаменование двадцатипятилетней беспорочной службы на посту ректора Калишской гимназии 21.02 (04.03).1828 был возведён в потомственное дворянское достоинство Царства Польского и на указанное достоинство жалован дипломом.